# 卡马劳
卡马劳是巴西帕拉伊巴州的一个市镇。总面积603.06平方公里，总人口5492人，人口密度9.1人/平方公里。